# Fuente terciaria
Una fuente terciaria, también denominada fuente normativa[cita requerida] es una selección y compilación de fuentes primarias (material de primera mano relativo a un fenómeno) y secundarias (comentarios, análisis y crítica basadas en fuentes primarias). Mientras la distinción entre fuente primaria y fuente secundaria es esencial en historiografía, la distinción entre estas fuentes de evidencia y las fuentes terciarias es más superficial.
Ejemplos típicos de fuentes terciarias son las bibliografías, catálogos de biblioteca, directorios, listas de lecturas y artículos sobre encuestas. Las enciclopedias y los libros de texto son ejemplos de piezas que recogen tanto fuentes secundarias y terciarias, presentando por un lado comentario y análisis, y en el otro tratando de proporcionar una visión resumida del material disponible sobre la materia. Por ejemplo, los largos artículos de la Encyclopedia Britannica constituyen la clase de material analítico de las fuentes secundarias, mientras que también tratan de proporcionar una cobertura completa asociada a las fuentes terciarias. Wikipedia es un ejemplo de fuente terciaria. Se denominan también fuentes primarias las que explican un tema o resumen sin citar fuentes de referencia.